# Бойкившчина
Бо̀йкившчина (на украински: Бо́йківщина; на полски: Bojkowszczyzna) е историческа област в Централна Европа.
Обхваща около 8 хиляди квадратни километра в Източните Карпати, на днешната територия на Лвовска, Ивано-Франкивска и Закарпатска област в Украйна и Подкарпатско войводство в Полша. Традиционното население на областта са бойките, украинска етнографска група.